# Bicentenari de Bolívia
El Bicentenari de l'inici de la guerra de la independència de la República de Bolívia va tenir lloc l'any 2009. Se celebren els 200 anys de la formació de la Junta Tuitiva a la ciutat de La Paz i de la Revolució de Chuquisaca a l'actual ciutat de Sucre.
L'any 2025 se celebrarà el bicentenari de la declaració de la independència de la República de Bolívia.

## Preparatius

### La Paz
Durant l'any 2009 la ciutat de La Paz és declarada Capital Iberoamericana de la Cultura, a causa del bicentenari. El govern municipal va posar en marxa un pla per organitzar els festeigs i preparar l'ambient apropiat.

### Sucre
El Comitè Central del Bicentenari està assentat a la ciutat de Sucre. La municipalitat es troba organitzant els diversos festeigs previstos per al bicentenari.